# USS Arizona (1858)
Pour les autres navires du même nom, voir USS Arizona.

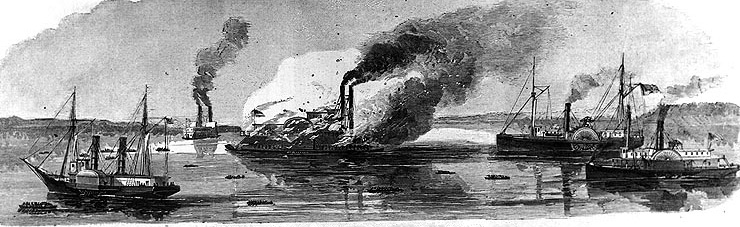
L'USS Arizona participant à la mise à mort de la à Grand Lake, Louisiane, le 14 avril 1863

Le premier des trois USS Arizona était un vapeur originellement à destination commerciale, incorporé dans la Marine des États-Unis après son arraisonnement pour rupture du blocus maritime du Sud au cours de la Guerre de Sécession américaine.

## Le SS (Steamship)Arizona
Le SS Arizona était un navire à coque métallique (fer), à propulsion à vapeur par roues à aubes, commencé et quillé en 1858 aux chantiers navals Harlan and Hollingsworth de Wilmington, Delaware, qui fut terminé en 1859. Le navire fut d'abord navire de commerce entre le Golfe du Mexique et les ports de la côte Atlantique de l'Amérique du Nord. Le 15 janvier 1862 le navire était saisi, en même temps que treize autres navires à vapeur, dans le port de La Nouvelle-Orléans, sur les ordres du Major General Mansfield Lovell des forces confédérées (CSA), aux fins de la constitution d'une flottille de forceurs de blocus.

## SteamshipCarolina
Le 28 octobre 1862, la USS Montgomery, une canonnière à propulsion par hélice prend en chasse le navire non identifié au large du port de La Havane. Le Carolina sera arraisonné après plusieurs heures de poursuite et une canonnade; le navire, qui dispose d'une immatriculation temporaire délivré par le consul britannique à La Havane mais transporte une cargaison d'armes et est manœuvré par un équipage américain, est transféré en tant que prise de guerre au port de Philadelphie.

## USSArizona
Après procédure légale à la Cour de l'amirauté de Philadelphie le navire est acquis par le gouvernement fédéral le 23 janvier 1863 et incorporé dans la Marine des États-Unis, qui la rebaptise d'abord à son nom d'origine, Arizona, puis la place sous commission le 9 mars 1863, sous le commandement du lieutenant Daniel P. Upton. Immédiatement après, le navire est envoyé en mission de blocus couvrir le Golfe du Mexique. En route et dès le 23 mars, elle intercepte et arraisonne sa première proie: le sloop Aurelia, chargé de balles de coton, est saisi au large de la Floride et envoyé à Port Royal (Caroline du Sud).
Elle rejoint l'escadre chargée du blocus ouest du Golfe du Mexique à La Nouvelle-Orléans, où elle joue immédiatement le rôle de renfort inopiné et quasi providentiel pour compléter la couverture navale de l'offensive en cours contre les lignes de ravitaillement entre la Red River et Port Hudson. Elle rejoint ensuite Berwick Bay et la force navale commandée par Augustus P. Cook laquelle, en liaison avec les troupes du Major General Nathaniel P. Banks, ratisse l'arrière pays mrécageux de  Louisiane à l'ouest du Mississippi. Après la chute de Port Hudson le 9 juillet l'Arizona retourne à La Nouvelle-Orléans pour réparations. Le second-maître Howard Tibbito relève ieved Upton. Le 4 septembre, le navire quitte La Nouvelle-Orléans et embarque des troupes d'attaque en vue d'une expédition contre Port Arthur, Texas. Menée le 8 septembre, l'attaque est un échec face à l'artillerie sudiste et les Nordistes perdent deux canonnières. L'USS Arizona reprend sa fonction de patrouille de blocus, le long de la côte texane, bloquant Galveston. Vers la fin de l'année, elle retourne à La Nouvelle-Orléans et elle alterne ainsi missions de transport et de blocus jusqu'en septembre 1864, lorsqu'elle est choisie comme navire-étendard de la flotte de blocus ouest.
Le 27 février 1865 cependant, alors que l'Arizona fait route de  South West Pass vers La Nouvelle-Orléans, le feu se déclare dans un local des mécaniciens à l'arrière et se propage rapidement. Une tentative de noyage du compartiment se révèlera trop tardive et le navire part à la dérive pour finir s'échouer en flammes; il finira par exploser dans la nuit alors que l'équipage est regroupé en sécurité à distance. Sur les 98 membres d'équipage quatre sont portés disparus.